# 韩剑锋
韩剑锋，中华人民共和国政治人物、全国脱贫攻坚先进个人。

## 生平
韩剑锋任石楼县龙交乡兴东垣村第一书记，国家税务总局山西省税务局四级调研员。因在脱贫攻坚战中作出突出贡献，2021年2月25日全国脱贫攻坚总结表彰大会上，韩剑锋被授予“全国脱贫攻坚先进个人”。